# Juan Gisbert
Juan Gisbert, Sr.  (Barcelona, 5 de abril de 1942) é um ex-tenista profissional estadunidense.
Juan Gisbert, Sr. foi vice-campeão do Aberto da Austrália de 1968.